# Bahrain TV
Bahrain TV est une chaîne de télévision publique bahreïnie. Fondée en 1973, elle appartient à la Bahrain Radio and Television Corporation et est placée sous la tutelle du ministère de l’information (Information affairs authority). Elle est diffusée sur les réseaux hertziens et câblés dans les principales villes du royaume. 
Une version internationale, expurgée de certains programmes pour lesquels elle ne dispose pas des droits de diffusion, est reprise par plusieurs satellites au Moyen Orient (Arabsat) et en Europe (Hot Bird). Elle reprend la quasi-totalité des émissions de la chaîne en simultané et sert de lien avec les membres de la diaspora et toutes les personnes intéressées par ce royaume du Golfe.

## Histoire
La télévision nationale du Bahreïn voit le jour en 1973, deux ans après la proclamation de l’indépendance du pays. Elle vient rejoindre Radio Bahrain, qui émettait depuis déjà un peu plus de quinze ans, au sein d’un nouvel organisme placé sous le contrôle de l’état baptisé Bahrain Radio and Television Corporation. Au cours des premières années, à l’instar de bien des chaînes de télévision du Golfe, elle n’émet que pendant quelques heures par jour et il faut attendre 1975 pour qu’elle émette de façon régulière, et 1992 pour qu’elle émette 24 heures sur 24.
La grille des programmes de Bahrain TV laisse une grande place à l’information et aux activités de la famille royale. L’antenne accueille également des programmes religieux (prières, lectures et études du Coran), des dessins animés, des magazines, des documentaires, des variétés (essentiellement arabes), des séries et des films. Les productions nationales sont valorisées, que ce soit dans le domaine des documentaires et des variétés. Parmi les émissions phares figurent notamment le show « Ana al Bahrain », présenté quotidiennement par Essam Essa et Shaima Rahimi ou encore « Hala Bahrain », talk-show présenté par Bader Mohammed et Noor Al Shaikh.